# Kiyohara Yukinobu
Kiyohara Yukinobu  (清原 雪信?, Kiyohara Yukinobu), (1643 – 1682) è stata una pittrice giapponese  del periodo Edo, nota come l'artista donna più celebre della Scuola Kanō.

## Biografia
Kiyohara Yukinobu nacque nel 1643; fin dai primi anni di vita si trovò a contatto con lo stile della scuola Kanō. Suo padre Kusumi Morikage, infatti, era discepolo del pittore Kanō Tan'yū, di cui la madre Kuniko era nipote. Yukinobu studiò le opere e i quaderni del maestro Tan'yū, ed è probabile che sia divenuta sua pupilla. Visse a Kyoto e sposò Kiyohara Hirano Morokiyo, anch'egli pittore della scuola Kanō e studente di Tan'yū. Fu proprio il maestro Tan'yū stesso ad arrangiare il matrimonio tra i due, come aveva fatto anche con i genitori di Yukinobu, e questo sottolinea l'importanza dei legami familiari per la scuola Kanō. I due, probabilmente, studiarono insieme i precetti della scuola insegnati dal loro maestro.

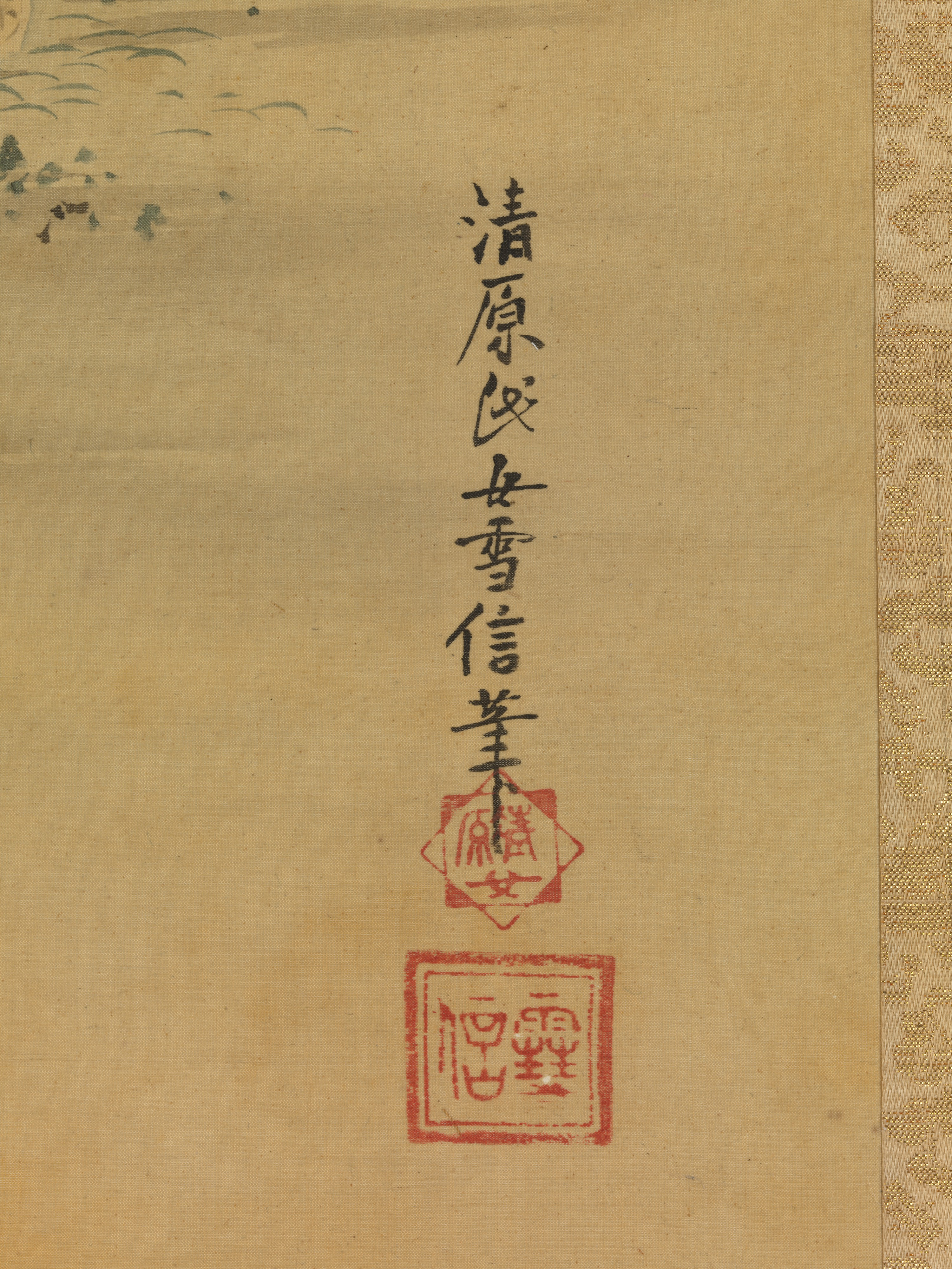
Firma di Yukinobu: "Dipinto di Yukinobu, figlia della famiglia Kiyohara"

La scuola Kanō aveva rigide regole, secondo le quali le tradizioni dovevano essere tramandate con un sistema ereditario tra padre e figlio maschio. Nel caso in cui mancassero figli dotati, nuovi talenti venivano adottati dalla famiglia e potevano diventare apprendisti della scuola, dalla quale erano però generalmente escluse le donne, che solo in rari casi riuscivano a guadagnarsi da vivere lavorando come pittrici. Yukinobu, probabilmente per la bravura dimostrata, fu l’unica donna del gruppo a raggiungere il successo. Grazie alla sua posizione familiare, molti samurai e benestanti di Kyoto divennero suoi mecenati, quando la norma era quella di commissionare le opere ad artisti maschi.
La posizione di Yukinobu come artista della scuola Kanō la aiutò a consolidare il successo; il possesso di dipinti di una pittrice divenne una novità per il periodo, e portò prestigio a chi li commissionava. Fra i committenti ci furono anche nobildonne e cortigiane, che apprezzavano la ricercatezza dello stile di Yukinobu. Un esempio noto è quello di una dama di corte di Kyoto, Kaoru, che le commissionò un dipinto di un paesaggio autunnale su un tessuto di raso e chiese a otto nobili di corte di iscrivervi dei versi con dell'inchiostro nero; non sapendo poi come utilizzare questa stoffa decorata, ne fece un kimono.
In base alle norme sociali del tempo, a Yukinobu non era permesso di recarsi in castelli o templi per assistere alla decorazione di pannelli, di paraventi o di altre grandi decorazioni architettoniche; alla pittrice venivano affidate piccole opere, forse anche perché considerate più adatte a una donna. Tutte venivano firmate con il suo nome, a differenza di altre opere di artisti minori che erano accompagnate dal sigillo del loro maestro. Per questa ragione, il fatto che ci siano così tante opere che portano la sua firma dà l’idea della grandezza della sua fama, oltre al fatto che numerosi mecenati desideravano richiedere specificatamente le sue opere. La pittrice si firmava “Yukinobu, figlia della famiglia Kiyohara", sottolineando così il suo genere, che gli artisti non avevano mai avuto il bisogno di specificare.
Durante la sua attività si dedicò alla rappresentazione di personaggi femminili storici o leggendari, tra i quali Murasaki Shikibu. A volte queste figure venivano dipinte anche da uomini della scuola Kanō, ma erano molto più numerose le opere di Yukinobu; per questa ragione, si pensa che la pittrice stessa avesse a cuore questi soggetti.
Morì nel 1682 a soli 39 anni.

## Stile e opere

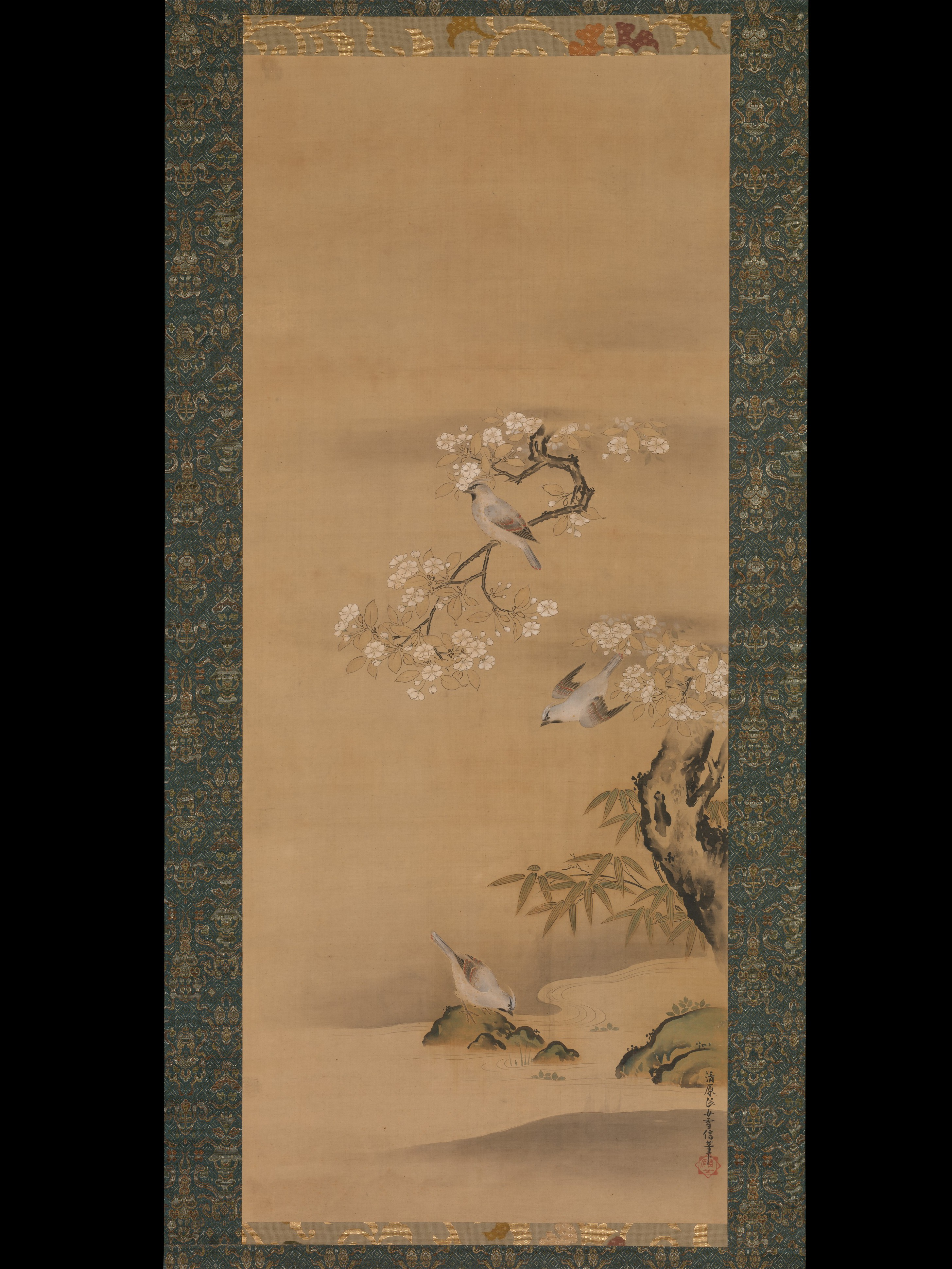
Esempio di paesaggio: Beccofrusone, Fiori di Ciliegio e Bambù

Sotto la supervisione del padre e del maestro, Yukinobu riuscì ad unire i soggetti convenzionali del periodo Muromachi, soggetti classici dello stile Kanō, alla sperimentazione di soggetti in stile yamato-e, lo stile tradizionale giapponese.
La scuola Kanō nacque dalla pittura kanga cinese a inchiostro, con soggetti e paesaggi tipicamente cinesi; il padre la spinse a studiare questa pittura tradizionale, soffermandosi sullo studio dello stile cinese, considerato propriamente maschile, con colori monocromatici e vibranti, e soggetti classici cinesi come paesaggi, uccelli, divinità buddhiste e fiori. Solo più tardi la Scuola Kanō si unì allo stile yamato-e, con colori più chiari e paesaggi più morbidi e più vicini alla realtà del Sol Levante. Una volta istruita alle antiche tradizioni Kanō, Yukinobu studiò le opere di Tan'yū e si dedicò al consolidare lo stile yamato-e, creando un suo stile unico, con pennellate fluide e un'attenta e delicata applicazione di colori chiari, distribuendo tanti strati di colore opaco uno sull'altro, così che sui dipinti su seta si intravedesse la lucentezza della stoffa sotto al colore. Rende proprio l'uso dell'inchiostro, utilizzandolo più diluito per creare sfumature e paesaggi, e in modo più intenso per fare contrasto con linee più definite.

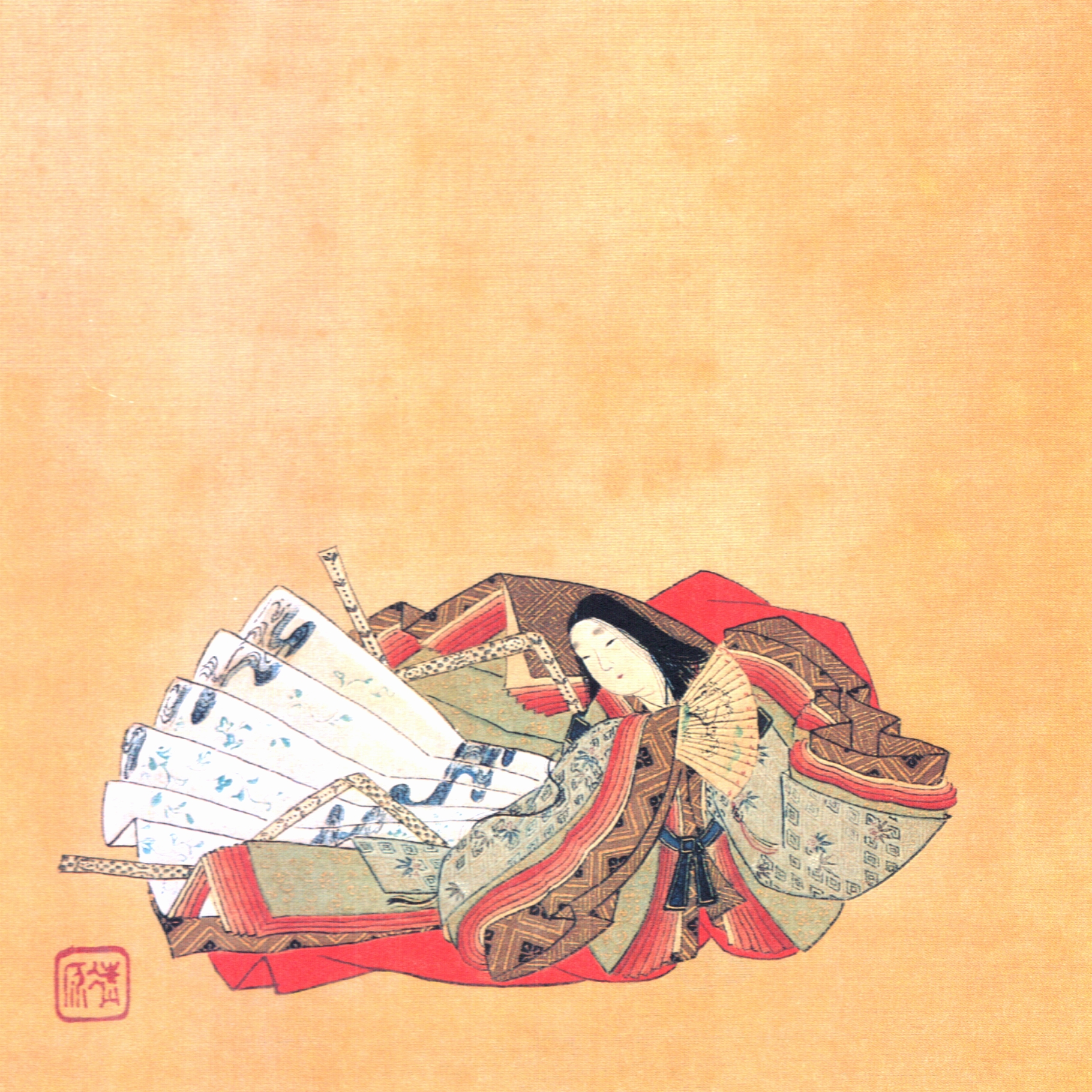
Ritratto di Go-Toba In Kunai-kyō

Varie erano le opere di Yukinobu, con una vasta gamma di soggetti e stili. Essa spaziava da grandi pannelli a piccoli rotoli appesi, utilizzando stili diversi di pennellate a seconda di quali fossero i soggetti dipinti. I suoi lavori erano spesso legati alle stagioni, rappresentandole con fiori e animali che, per simbologia, rimandavano ad esse. Molti sono infatti i suoi lavori raffiguranti paesaggi autunnali e primaverili. Tra le sue opere ci sono anche rotoli dipinti con personaggi storici o letterari cinesi, oltre che a divinità buddhiste. Le opere legate a figure cinesi importanti erano spesso dipinte con uno stile molto più vicino a quello Kanō; spesso Yukinobu dipingeva figure leggendarie come gli Otto Immortali o scene di racconti antichi cinesi utilizzando uno stile associato all'arte Zen, ritoccato dalla scuola, esaltando i soggetti inserendoli in uno sfondo appena accennato. Anche le figure buddhiste erano spesso ispirate dal Buddhismo Zen, con soggetti tipicamente legati ad esso, come Kannon dalla veste bianca. Questi soggetti erano dipinti con uno stile femminile ed elegante, dando valore più all'estetica che al sentimento religioso..
Ciò che però la distingue dagli altri artisti della scuola fu l'alta percentuale di opere che rappresentavano figure femminili importanti. Da divinità buddhiste femminili a illustri donne cinesi, ma specialmente poetesse e artiste giapponesi. Ciò che prediligeva era infatti creare opere ritraenti poetesse e figure storiche, come Murasaki Shikibu, Sei Shōnagon, Ise Tayu, Ono no Komachi o Go-Toba In Kunai-kyō, o addirittura scene provenienti dalle loro opere. Numerosi sono i rotoli appesi raffiguranti scene di opere del Genji Monogatari di Shikibu o Note del guanciale di Shōnagon, dove Yukinobu esalta specialmente i soggetti inserendoli in uno sfondo altrettanto curato e dettagliato; a volte per rappresentare queste scene utilizzava uno stile più vicino alla scuola Tosa rispetto a quello della scuola Kanō, e questo definisce la versatilità dell'autrice. Probabilmente l'autrice si rivedeva nelle artiste del periodo Heian, rappresentandole come donne talentuose, esperte in calligrafia e in pittura, ma anche belle e curate, dipingendole con ampi e colorati kimono e lunghi capelli neri lucenti.